# Piotr Astafiev
Piotr Evguénevitch Astafiev (en russe : Пётр Евге́ньевич Аста́фьев), né le 7 décembre 1846 à Evguénevka (oblast de Voronèje, Empire russe) et mort le 7 avril 1893 à Saint-Pétersbourg (Empire russe), est un psychologue, juriste et philosophe spiritualiste russe. Il défend l'idée d'une corrélation entre foi et savoir, mais refuse les tendances rationalistes apparues dans l'orthodoxie russe après les réformes d'Alexandre II. Sa critique du rationalisme est liée à son rejet d'une vision du monde « privée de subjectivité ».

## Biographie
Piotr Astafiev est né à la fin de l'année 1846 à Evguénevka, village de la province de Voronèje dans l'ouest de la Russie. Il est issu d'une famille de nobles. De 1864 à 1868, il étudie à l'université de Moscou, puis, à partir de 1872, il entame sa carrière d'enseignant à Iaroslavl. Là, il enseigne la philosophie du droit pendant quatre ans. À partir de 1885, il est censeur au comité de censure de Moscou et termine sa carrière comme privat-docent à l'université de Moscou. Il meurt au printemps 1893 à Saint-Pétersbourg.

## Philosophie
Astafiev élabore au cours des années 1880 une philosophie spiritualiste et personnaliste d'après laquelle le principe de toute réalité est le monde subjectif. L'étude de la conscience apparaît alors comme la première et la principale tâche de la philosophie. Il critique en ce sens la vision objectiviste du monde qui se développe d'après lui dans tous les champs du savoir à partir de la science. Il rejette aussi l'idéalisme allemand qu'il juge « abstrait » et trop rationaliste dans sa forme (kantisme) ou dans sa visée (hégélianisme).
La pensée spiritualiste d'Astafiev hérite des idées de Leibniz. À l'instar du philosophe allemand, le « moi » est conçu par lui comme une monade qui coexiste avec « d'innombrables myriades » d'autres monades extérieures à ce « moi ». Toutes les monades sont des actes de la volonté divine créatrice et elles constituent ensemble l'unique essence du monde, qui devient psychologique. 
Astafiev perçoit son travail philosophique comme la participation à l'élaboration d'une philosophie russe nationale, appelée à réaliser « l'idéal authentique de la philosophie » par une synthèse de la raison et du sentiment (religieux, moral, esthétique, romantique, etc.). Sa philosophie de l'histoire est le plus souvent jugée réactionnaire par la critique qu'elle fait des idéaux de progrès et d'égalité. Astafiev voit dans le « mélange », le « nivellement » et « l'uniformisation » de la vie humaine des symptômes de la crise traversée par la société contemporaine.

## Psychologie
Les recherches d'Astafiev en psychologie concernent principalement la « psychologie des sexes » et du caractère. Il s'intéresse en particulier à l'univers psychique de la femme. Il formule une loi dite du « rythme psychique » selon laquelle les caractères spécifiques de la vie intérieure dépendent de la vitesse à laquelle se succèdent sensations, sentiments et aspirations.